# Éxitos Eternos
Éxitos Eternos é uma coletânea de músicas do grupo ABBA que foi lançada nos Estados Unidos em 2 de agosto de 2005. A compilação é uma "espécie" de versão reembalada de ABBA Oro: Grandes Éxitos. O CD realçado da edição traz o videoclipe de "Fernando".

## Lista de faixas
| N.º            | Título                                            | Duração |  |
| 1.             | "Estoy Soñando"                                   | 4:39    |  |
| 2.             | "Felicidad"                                       | 4:26    |  |
| 3.             | "No Hay a Quién Culpar"                           | 3:15    |  |
| 4.             | "Ring Ring" (versão em espanhol)                  | 3:01    |  |
| 5.             | "Hasta Mañana" (versão em espanhol)               | 3:10    |  |
| 6.             | "Mamma Mía" (versão em espanhol)                  | 3:35    |  |
| 7.             | "Gracias Por La Música"                           | 3:50    |  |
| 8.             | "Se Me Está Escapando"                            | 3:54    |  |
| 9.             | "La Reine Del Baile"                              | 4:03    |  |
| 10.            | "Conociéndome, Conociéndote" (versão em espanhol) | 4:05    |  |
| 11.            | "Fernando" (versão em espanhol)                   | 4:18    |  |
| 12.            | "Al Andar"                                        | 4:45    |  |
| 13.            | "¡Dame! ¡Dame! ¡Dame!"                            | 4:52    |  |
| 14.            | "Chiquitita"                                      | 5:30    |  |
| Duração total: | Duração total:                                    | 57:31   |  |

## Recepção
| Críticas profissionais | Críticas profissionais |
| Avaliações da crítica  | Avaliações da crítica  |
| Fonte                  | Avaliação              |
| ---------------------- | ---------------------- |
| Allmusic               | link                   |
| Amazon                 | link                   |

Bruce Eder do site AllMusic disse que o "som é excelente por toda parte, mas as mixagens são muito boas em "Ring Ring" e "La Reina del Baile" ("Dancing Queen"). No Amazon, além do álbum alcançar a máxima nota da review, o site comentou que "Éxitos Eternos vai relembrar os bons tempos dos penteados loucos, calças apertadas e sapatos de plataforma".